# 양귀비의 후예들
"양귀비의 후예들"은 한국에서 제작된 박옥상 감독의 1989년 영화이다. 상일환 등이 주연으로 출연하였고 황두승 등이 제작에 참여하였다.

## 출연

### 주연
- 상일환

## 기타
- 조명: 조길수
- 녹음: 유창국